# Biserica de lemn „Sfântul Arhanghel Mihail” din Limbenii Vechi
Biserica de lemn „Sf. Arhanghel Mihail” este o biserică amplasată în Limbenii Vechi, raionul Glodeni, Republica Moldova. Este un monument arhitectural de importanță națională inclus în Registrul monumentelor Republicii Moldova ocrotite de stat cu nr. 1622 (raionul Glodeni). Datează din 1769.